# Mellow Yellow
| Recensione                        | Giudizio    |
| --------------------------------- | ----------- |
| AllMusic                          | [ 1 ]       |
| The New Rolling Stone Album Guide | [ 2 ]       |
| Sputnikmusic                      | (Excellent) |
| Piero Scaruffi                    | [ 4 ]       |

Mellow Yellow è il quarto album del cantautore scozzese Donovan.

## Il disco
Mellow Yellow è il secondo disco di Donovan (dopo Sunshine Superman) che si distacca dal folk delle incisioni precedenti per avvicinarsi a sonorità psichedeliche (in particolare nella title track) e, in Bleak city woman, al jazz.
Gli arrangiamenti sono curati da John Cameron, che dirige anche l'orchestra d'archi; nel brano Mellow Yellow i fiati sono arrangiati da John Paul Jones, bassista nel disco, che in seguito entrerà nei Led Zeppelin.
Poche settimane dopo l'uscita del disco, gli Herman's Hermits incideranno su 45 giri Museum; altre cover di brani dell'album vennero realizzate da Marianne Faithfull (Young Girl Blues e Hampstead Incident), Julie Felix (Sand And Foam) e, in Italia, da Caterina Caselli (che incide Mellow Yellow, tradotta in Cielo giallo).
Nel 2005 è stato ristampato in cd con alcune tracce bonus, in origine pubblicate su 45 giri, ed alcuni demo; sono presenti inoltre alcune note all'interno inerenti alle registrazioni del disco, contenenti tra l'altro i musicisti che parteciparono all'incisione (informazione questa non presente sulla copertina originale del 33 giri).

## Tracce
Tutti i brani sono stati scritti e composti da Donovan.
Lato A
1. Mellow Yellow – 3:42
2. Writer in the Sun – 4:28
3. Sand and Foam – 3:17
4. The Observation – 2:21
5. Bleak City Woman – 2:22

Durata totale: 16:10
Lato B
1. House of Jansch – 2:42
2. Young Girl Blues – 3:45
3. Museum – 2:54
4. Hampstead Incident – 4:40
5. Sunny South Kensington – 3:48

Durata totale: 17:49
Edizione CD del 2005, pubblicato dalla EMI Records (7243 8 73567 2 6)
Tutti i brani sono stati scritti e composti da Donovan.
1. Mellow Yellow – 3:41
2. Writer in the Sun – 4:30
3. Sand and Foam – 3:18
4. The Observation – 2:21
5. Bleak City Woman – 2:21
6. House of Jansch – 2:43
7. Young Girl Blues – 3:47
8. Museum – 2:56
9. Hampstead Incident – 4:41
10. Sunny South Kensington – 3:49
11. Epistle to Dippy – 3:10 – Bonus Track
12. Preachin' Love – 2:38 – Bonus Track
13. Good Time – 3:11 – Bonus Track - Previously Unreleased
14. There Is a Mountain – 2:39 – Bonus Track
15. Superlungs – 3:15 – Bonus Track - Second Version - Previously Unreleased
16. Epistle to Dippy – 3:09 – Bonus Track - Alternative Arr. - Previously Unreleased
17. Sidewalk (The Observation) – 2:26 – Bonus Track - Demo - Previously Unreleased
18. Writer in the Sun – 3:28 – Bonus Track - Demo - Previously Unreleased
19. Hampstead Incident – 3:49 – Bonus Track - Demo - Previously Unreleased
20. Museum – 3:48 – Bonus Track - Demo - Previously Unreleased

Durata totale: 65:40

## Musicisti
- Donovan - voce, chitarra acustica
- Joe Moretti - chitarra ritmica (brano: Mellow Yellow)
- John McLaughlin - chitarra ritmica (brano: Mellow Yellow)
- John Cameron - pianoforte (brani: The Observation, Bleak City Woman, Sunny South Kensington, Preachin' Love, Good Time e Superlungs), clavicembalo (brani: Sunny South Kensington e Epistle to Dippy), organo (brano: Sunny South Kensington), celesta (brani: Sand and Foam e House of Jansch)
- Big Jim Sullivan - chitarra elettrica (brano: Bleak City Woman)
- Jimmy Page - chitarra elettrica (brano: Epistle to Dippy)
- Eric Ford - chitarra elettrica (brano: Sunny South Kensington)
- Danny Thompson - contrabbasso
- Spike Heatley - basso
- John Paul Jones - basso, (brano: Mellow Yellow)
- Shawn Phillips - sitar (brano: Sunny South Kensington)
- Phil Seamen - batteria
- Bobby Orr - batteria (brani: Mellow Yellow e Sunny South Kensington)
- Tony Carr - batteria (brano: Epistle to Dippy), percussioni
- Danny Moss - sax (brano: Mellow Yellow)
- Ronnie Ross - sax (brano: Mellow Yellow)
- Harold McNair - flauto (brani: Writer in the Sun, The Observation e There Is a Mountain)
- Paul McCartney (non accreditato) - cori (brano: Mellow Yellow)[5]